# Расин (Минесота)
Расин (енгл. Racine) град је у америчкој савезној држави Минесота.

## Демографија
По попису из 2010. године број становника је 442, што је 87 (24,5%) становника више него 2000. године.
| Група             | 2000.       | 2010.       |
| Белци             | 352 (99,2%) | 432 (97,7%) |
| Афроамериканци    | 2 (0,6%)    | 1 (0,2%)    |
| Азијати           | 0 (0,0%)    | 0 (0,0%)    |
| Хиспаноамериканци | 0 (0,0%)    | 6 (1,4%)    |
| Укупно            | 355         | 442         |